# Caucus do Partido Republicano de Iowa em 2012
O caucus do Partido Republicano de Iowa em 2012 foi realizada em 3 de janeiro de 2012. Nos caucuses a escolha dos delegados é feita em reuniões políticas realizadas em residências, escolas e outros prédios públicos, nas quais os eleitores debatem sobre seus candidatos e temas eleitorais. Os delegados eleitos no caucus participam de convenções nos condados, nas quais são eleitos os delegados que irão às convenções estaduais que, por fim, definem os delegados a serem enviados à convenção nacional. Foi a disputa mais acirrada na história das primárias de Iowa, o vencedor Rick Santorum, teve apenas 34 votos a mais que o segundo colocado Mitt Romney.
Na noite eleitoral, Mitt Romney tinha sido dado como vencedor com 30.015 votos (24,55 por cento), seguido pelo ex-senador Rick Santorum da Pensilvânia, que receberia 30.007 votos (24,54 por cento). O representante Ron Paul do Texas foi dado em terceiro, recebendo 26.219 votos (21,4 por cento). Newt Gingrich contava 16.251 votos, 13,3 por cento, o governador do Texas Rick Perry 12.604 votos, 10,3%, e a representante Michele Bachmann 6.073 votos, 5%. O ex-governador de Utah e embaixador na China Jon Huntsman, Jr., que saiu de Iowa para se concentrar na primária de New Hampshire, recebeu 745 votos, cerca de 0,6%.
Os resultados finais foram certificados em 19 de janeiro e alteraram as duas primeiras posições:
A análise da Associated Press análise indicou inicialmente, com base no processo de Iowa, que Romney iria receber 13 delegados, Santorum receberia 12 delegados, e o restante dos candidatos nenhum delegado. A CNN fez uma projeção diferente, em que Romney, Santorum, e Paul receberiam sete delegados cada um e Perry e Gingrich receberiam dois delegados cada. Três votos são destinados à convenção, para um total de 28 delegados de Iowa.
Os caucuses de Iowa marcam o início da formal tradicional do processo de seleção dos delegado para a eleição presidencial de 2012. Há 25 delegados de Iowa na Convenção Nacional Republicana.
Durante a campanha, os candidatos pronunciaram principalmente a plataforma do governo Obama. A economia e a política externa surgiu como principais temas na campanha eleitoral após o início da crise econômica de 2008, bem como as políticas implementadas pelo governo Obama. Isto incluiu a o novo sistema de saúde do governo, bem como os gastos do governo como um todo.
Ainda em 2011, como tradição no estado, a pesquisa Ames Straw Poll foi realizada, que foi realizada em 13 de agosto de 2011 no campus da Universidade Estadual de Iowa no Coliseum Hilton. Os eleitores escolheram Michele Bachmann de Minnesota como vencedor por uma margem estreita. O congressista Ron Paul do Texas ficou em um segundo lugar, com 4.671 votos para Paul e 4.823 votos para Bachmann. O governador Tim Pawlenty ficou em terceiro lugar. Após a pesquisa, Pawlenty desistiu da candidatura.
Foram feitos três debates em Iowa, ao longo da campanha: um em 11 de agosto em Ames, um em 10 de dezembro de 2011, em Des Moines, e um em 15 de dezembro, em Sioux City.
A eleição de Iowa era originalmente programada para começar em 6 de fevereiro de 2012, mas devido a primária da Flórida, que decidiu mudar a sua primária para 31 de janeiro de 2012, Iowa alterou a eleição para início do ano, a fim de manter seu status como o primeiro caucus no país.
Os caucus de Iowa foi altamente disputado; as pesquisas da Gallup mostraram sete candidatos diferentes na primeira colocação entre maio de 2011 até a eleição. O caucus de 2012 estabeleceu um novo recorde de gastos na campanha, com 12 milhões de dólares sendo gastos.
Um dia depois de seu "triste" desempenho na primária, ficando em sexto lugar, Bachmann anunciou que estava desistindo da candidatura. Perry que ficou como quinto colocado, inicialmente anunciou que ele estava "reavaliando" a sua campanha "para determinar se existe um caminho para frente", mas posteriormente afirmou que ele continuaria a campanha até a primária em Nova Hampshire e Carolina do Sul.

## Campanha

### Início da campanha
O primeiro candidato a iniciar a campanha no estado foi o ex-governador do Arkansas Mike Huckabee, que foi o vencedor do caucus republicano em 2008, e líder em todas as pesquisas realizadas em todo o estado em 2010 e no início de 2011. Huckabee resolveu desistir de sua candidatura, no entanto, anunciou a decisão em uma entrevista da Fox News exibida em 14 de maio de 2011, onde ele disse: "todos os fatores dizem ir, mas meu coração diz que não, e essa é a decisão que eu fiz". Após sua decisão, o ex-governador de Massachusetts Mitt Romney se tornou o favorito nas pesquisas realizadas no interior do estado nas semanas seguintes, apesar de aparecer em Iowa poucas vezes, e de ter se recusado a participar da Ames Straw Poll (pesquisa de opinião) em agosto de 2011. Esta tendência durou apenas alguns meses, no entanto, quando a representante Michele Bachmann começou a subir nas pesquisas, em grande parte devido ao apoio dado a ela pelo Movimento Tea Party, do qual ela é uma membra fundadora do Tea Party Caucus na Câmara dos Representantes dos Estados Unidos. Bachmann foi fortemente associada ao fato de ela ter nascido em Waterloo, Iowa, onde também iniciou oficialmente sua candidatura, antes de eventualmente mudar-se para Minnesota durante sua adolescência.

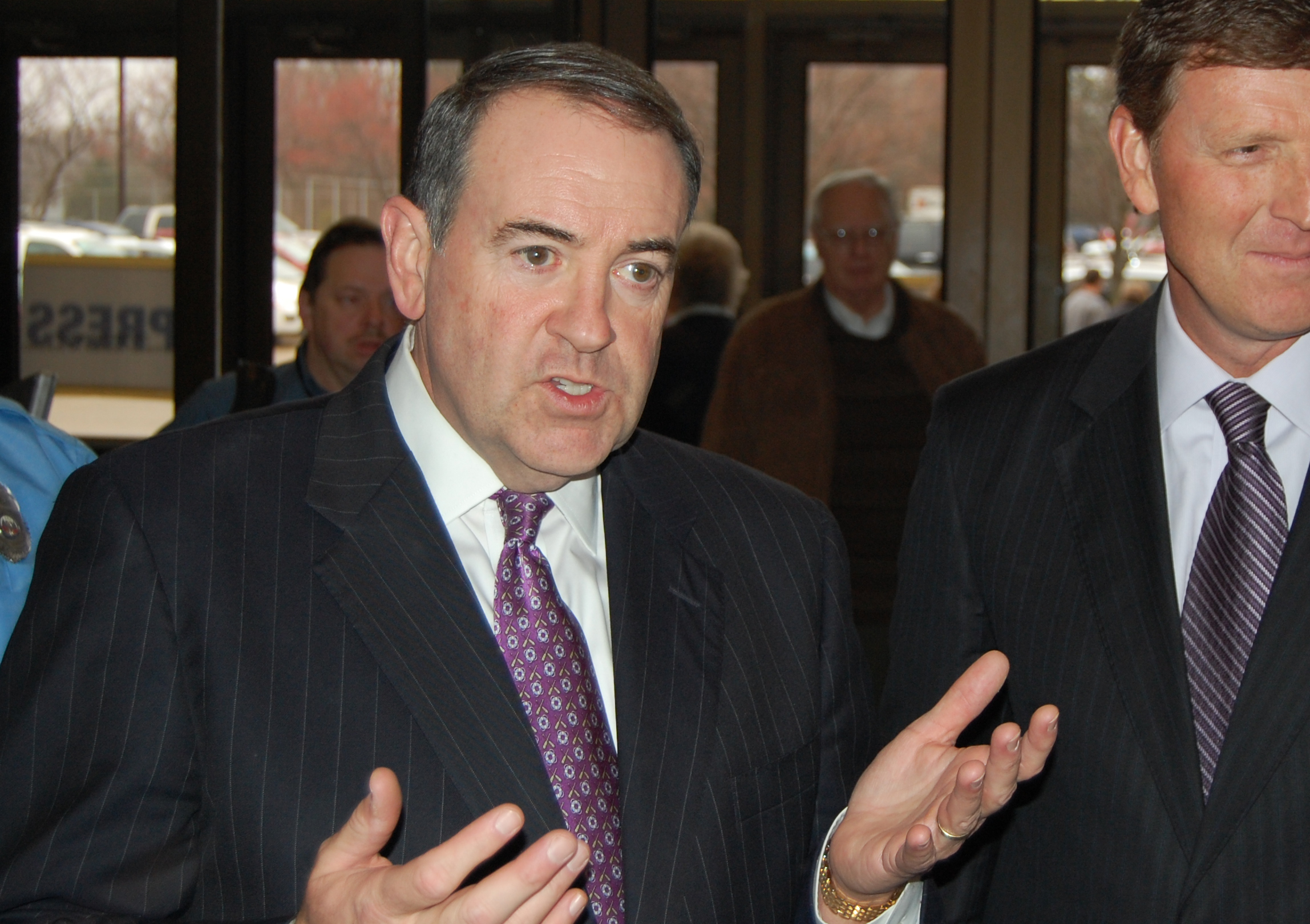
O ex-governador do Arkansas Mike Huckabee em uma reunião de arrecadação de fundos em Beaverdale, em Iowa em novembro de 2010.

Além de Huckabee, vários outros candidatos potenciais visitaram Iowa, entre eles a ex-governadora do Alasca, Sarah Palin, o governador da Indiana Mitch Daniels, o ex-governador de Nova Iorque George Pataki, o senador John Thune por Dakota do Sul, o governador do Mississippi Haley Barbour, o senador Jim DeMint pela Carolina do Sul, e o governador de Nova Jersey Chris Christie que decidiu não concorrer para presidente, apesar de ter recebido várias especulações. O empresário Donald Trump, que também tinha uma possibilidade de se candidatar a presidente, tinha enviado vários assessores a Iowa, mas finalmente decidiu que não iria concorrer.
Ao contrário da eleição presidencial de 2008, quando muitos dos candidatos potenciais haviam desistido da candidatura até fevereiro de 2007, o único candidato principal que desistiu da candidatura foi Herman Cain em 12 de janeiro de 2011, depois de ter desistido, começou falando com vários grupos e líderes do Partido Republicano, bem como líderes do Movimento Tea Party. A primeira visita oficial a Iowa por Cain, como candidato presidencial, foi em 7 de março de 2011, durante uma conferência organizada por um grupo de religiosos, junto com o ex-presidente da Câmara Newt Gingrich e do ex-governador da Luisiana Buddy Roemer, que também anunciou a criação de comitês exploratórios para verificar as chances à presidência quatro dias antes. O ex-governador Tim Pawlenty, e o ex-senador Rick Santorum também participaram do evento, apesar de ainda não terem anunciado suas candidaturas. Após a conferência, Pawlenty anunciou oficialmente sua candidatura em 21 de março 2011, e fez sua primeira visita a Iowa como um candidato presidencial em 1 de abril de 2011, falando com os líderes do Partido Republicano em Newton, Iowa. Santorum anunciou a criação de um comitê exploratório em 13 de abril de 2011, e fez sua primeira visita como um candidato em 25 de abril de 2011. No dia seguinte, o congressista Ron Paul anunciou a criação de um comitê exploratório para concorrer à presidência em Des Moines, Iowa. Ele havia visitado o estado antes, inclusive esteve em reunião com o governador de Iowa Terry Branstad no mês anterior. O ex-governador Mitt Romney, que anunciou a criação de seu comitê exploratório quando postou um vídeo no You Tube em 11 de abril de 2011, visitou o estado em 27 maio de 2011, quando esteve em Ankeny, Des Moines e Cedar Rapids. Um mês depois, a congressista Michele Bachmann fez sua primeira visita a Iowa como uma candidata em 26 de junho de 2011, quando ela anunciou oficialmente sua campanha em Waterloo, Iowa. O ex-governador Jon Huntsman, que anunciou sua campanha em frente à Estátua da Liberdade em 21 de junho de 2011, foi o último a anunciar a candidatura, e sua primeira visita ao estado foi em Des Moines.

### Ames Straw Poll

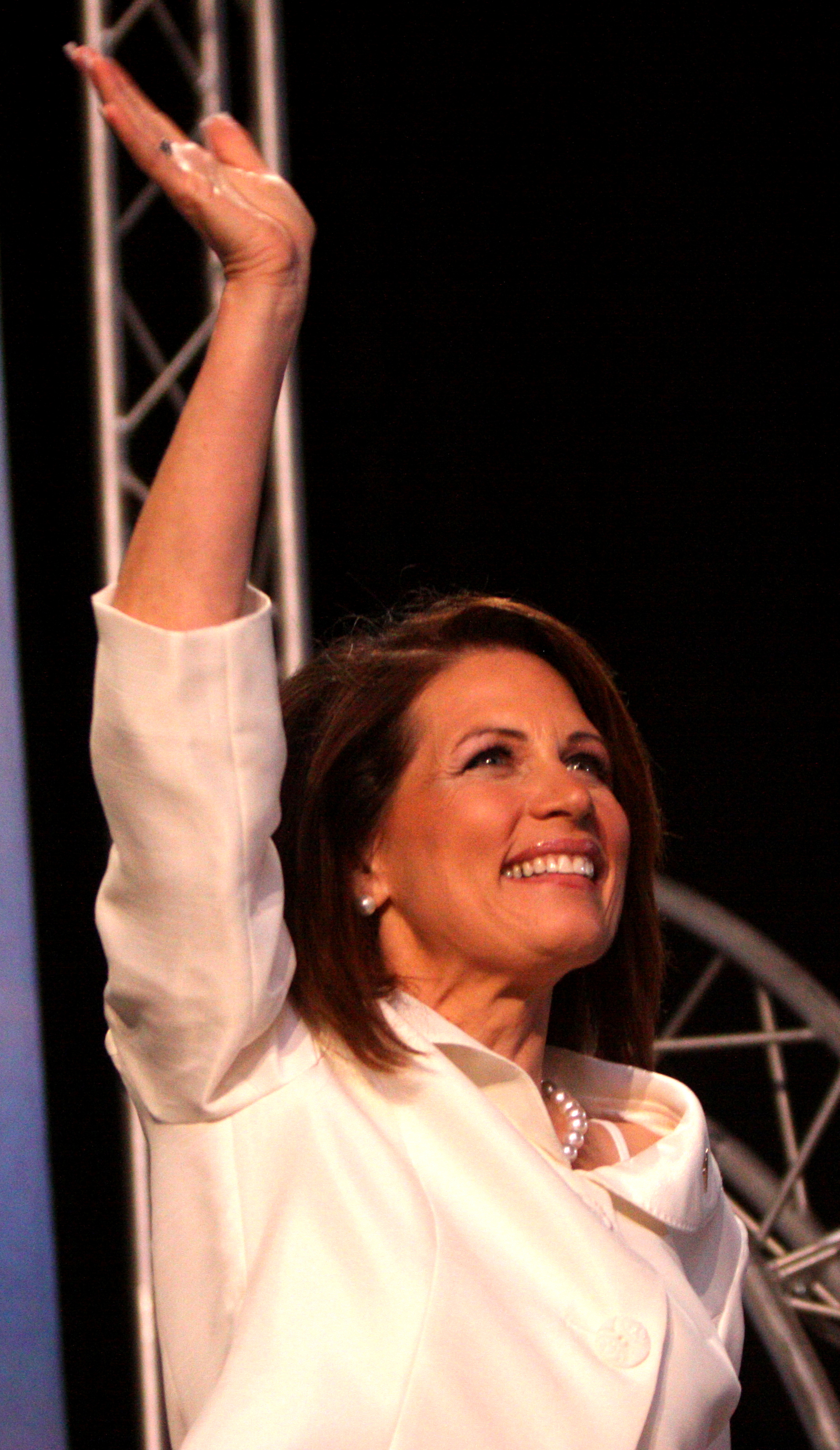
Michele Bachmann discursando em 13 de agosto de 2011.

A Ames Straw Poll (pesquisa de opinião) foi realizada em agosto de 2011, as visitas e os gastos dos candidatos aumentaram drasticamente. Vários candidatos, incluindo Bachmann, Ron Paul, Rick Santorum, o congressista Thaddeus McCotter, Tim Pawlenty, e o empresário Herman Cain fizeram várias propostas para o eleitorado a fim de concorrer nas pesquisas. Newt Gingrich também estava presente na disputa, mas devido à sua campanha estar enfrentando dificuldades financeiras, ele decidiu não concorrer na pesquisa. O restante dos candidatos que quiseram disputar a pesquisa, gastaram milhões tentando vence-lá, sendo Bachmann, Paul e Pawlenty os candidatos que mais gastaram, realizando vários comícios, e visitando várias cidades nas semanas que antecederam a pesquisa.
Dois dias antes da pesquisa, o terceiro debate republicano foi realizado na Iowa State University, em Ames, patrocinado pelo Partido Republicano de Iowa, pela Fox News e pela The Examiner Washington. Os candidatos participantes do debate foram Michele Bachmann, Herman Cain, Newt Gingrich, Ron Paul, Tim Pawlenty, Mitt Romney, Jon Huntsman e Rick Santorum. O debate foi tido como vencido por Bachmann e Pawlenty, Pawlenty criticou Bachmann, enquanto Bachmann criticou o mandato de Pawlenty como governador de Minnesota. Gingrich criticou Wallace (o mediador do debate), dizendo que ele estava fazendo "perguntas de pegadinhas" em vez de questões legítimas. Romney respondeu às críticas da reforma na saúde que fez como governador de Massachusetts, e sua semelhança com a reforma feita pelo governo Obama. Santorum declarou sua opinião de que o casamento homossexual não é uma questão do estado, porque segundo ele a Emenda 10 "não dá aos Estados o direito de pisotear a lei moral." Huntsman e Paul reiteraram seu apoio às uniões civis.
No sábado, 13 agosto de 2011, a pesquisa foi realizada no campus da Iowa State University em Ames com Bachmann na primeira colocação seguida por Paul, e Tim Pawlenty em terceiro lugar. A pesquisa teve a segunda maior participação da história, perdendo apenas para a enquete de 1999, quando o então governador George W. Bush venceu a pesquisa. Outros candidatos que não participaram da pesquisa, como Mitt Romney, Newt Gingrich, e Jon Huntsman, tiveram um fraco desempenho na pesquisa.

### Post-straw poll
Após a pesquisa, o apoio dos eleitores a Michele Bachmann continuou a crescer e os meios de comunicação começaram a focar nos três principais candidatos: Michelle Bachmann, Rick Perry e Mitt Romney. Os outros candidatos começaram a criticar a imprensa, entre eles o congressista Ron Paul chamou a atenção de seus partidários, bem como o comediante Jon Stewart no seu programa The Daily Show, que apontou empate entre Paul e Bachmann na pesquisa, e pela falta de cobertura dada ao candidato pela mídia.  O apoio dado a Bachmann nas pesquisas seguintes começaram a cair, no entanto, a candidatura de Rick Perry começou a crescer no estado após a sua entrada na disputa. Sua primeira visita ao estado como um candidato presidencial foi em um evento realizado em 14 de agosto de 2011, em Waterloo, Iowa, onde Bachmann também participou.
No mesmo dia, o ex-governador Tim Pawlenty de Minnesota anunciou sua intenção de se retirar da disputa, após ficar em terceiro em uma pesquisa da Ames. O representante Thaddeus McCotter também desistiu da disputa um mês depois da pesquisa, chamando a sua candidatura presidencial como "os piores 15 minutos de [sua] vida".
Em setembro, a cobertura da mídia nos debates realizados em Simi Valley, na Califórnia, em Tampa e Orlando, na Flórida focou o fraco desempenho de Rick Perry naqueles debates, e acabou por conduzir a uma queda significativa nas pesquisas estaduais realizadas em Iowa, bem como em todo o país. Isto também coincidiu com o início do plano 9-9-9 planejado por Herman Cain, depois isso Cain teve um forte aumento nas pesquisas, o colocando em um empate com Mitt Romney. Nas semanas seguintes, Cain se envolveu em um escândalo envolvendo acusações de assédio sexual durante o seu trabalho na National Restaurant Association, bem como uma acusação de que havia assediado há treze anos uma empresária de Atlanta.
Em seguida, vários candidatos, entre eles Newt Gingrich e Ron Paul, tiveram um aumento considerável nas intenções registadas nas pesquisas nas semanas anteriores ao caucus. Em 3 de dezembro de 2011, em Atlanta, na Geórgia, Herman Cain anunciou oficialmente a suspensão de sua campanha, devido às várias alegações de assédio sexual, e pelos ataques pessoais em sua família. Logo depois, foi relatado que Cain endossaria Gingrich na segunda-feira seguinte, o que acabou não acontecendo, e Cain não deu apoio a nenhum candidato. Apesar da suspensão de sua campanha, o Partido Republicano de Iowa manteve o nome de Cain nas cédulas de voto do caucus.

### Debates finais

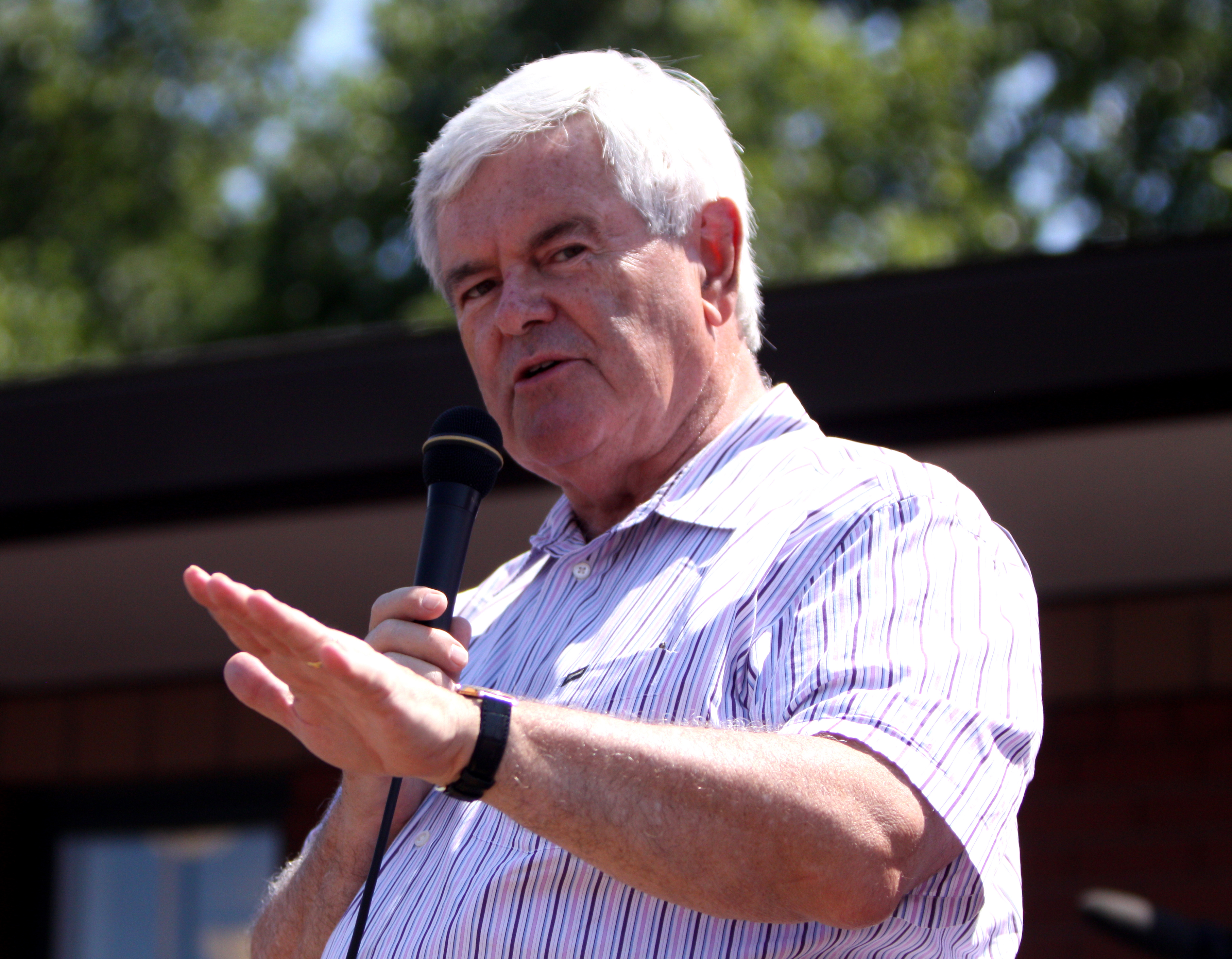
Newt Gingrich cresceu nas pesquisas em todo o estado de Iowa após a saída de Cain da disputa.

Em 10 de dezembro de 2011 o primeiro dos dois debates finais foi realizado em Iowa antes do caucus, que foi organizado pela ABC News, The Des Moines Register, e pelo Partido Republicano de Iowa. O debate foi o primeiro a ocorrer após a suspensão da campanha de Cain, com Michele Bachmann, Newt Gingrich, Ron Paul, Rick Perry, Mitt Romney e Rick Santorum participando do debate. Jon Huntsman, que recusou-se a participar do caucus de Iowa, preferiu focar seus esforços para vencer a primária de Nova Hampshire, e não foi convidado a participar do debate, porque segundo a organização do debate, só poderiam participar candidatos que estavas disputando o caucus.
O debate também foi o primeiro a ocorrer após o aumento de Gingrich nas pesquisas em todo o estado de Iowa, bem como em todo o país. Foi focado sobre diversas questões econômicas, estrangeiras e domésticas, e Gingrich enfrentou o maior número de críticas de seus adversários. Romney ridicularizou o plano de Gingrich de construir uma colônia lunar na lua, dizendo que a diferença real entre os dois eram suas origens, dizendo: "Eu passei a minha vida no setor privado. Eu sei como funciona a economia".
Gingrich respondeu: "Vamos ser francos. A única razão para você não ter se tornado um político de carreira é porque você perdeu para Ted Kennedy em 1994", a plateia respondeu com risos e vaias. Romney respondeu: "Se eu tivesse vencido Ted Kennedy eu poderia ter sido um político de carreira, isso provavelmente é verdade. Se eu teria sido capaz de chegar na NFL como eu esperava quando eu era criança, eu teria sido uma estrela do futebol".
Outros participantes, entre eles Ron Paul, que também viu um aumento significativo nas pesquisas no Estado, criticou Gingrich por sua participação como consultor da empresa de hipotecas Freddie Mac, durante o qual ele recebeu 1,6 milhões de dólares, pouco antes de seu colapso e resgate subsequente feito pelo governo federal. Michele Bachmann também atacou Gingrich, depois que ele se recusou a ser chamado de um lobista, dizendo: "Você não precisa estar dentro da definição técnica de um lobista para continuar fazendo tráfico de influência"."
Um segundo debate foi realizado em 15 de dezembro de 2011, em Sioux City, Iowa. Foi organizada pela Fox News e pelo Partido Republicano de Iowa, e moderado por Bret Baier. Os participantes do debate foram Michele Bachmann, Newt Gingrich, Jon Huntsman, Ron Paul, Rick Perry, Mitt Romney e Rick Santorum. Newt Gingrich foi mais uma vez o foco principal de seus concorrentes, e continuou a receber críticas por ter trabalhado na Freddie Mac.
Ron Paul também foi desafiado por sua posição sobre o Irã, e foi criticado por Michele Bachmann, porque Paul declara sua posição de que sanções são um ato de guerra, e a perspectiva de o Irã eventualmente ter armas nucleares, o que poderia causar uma guerra. Paul continuou, "eu não quero que o Irã tenha armas nucleares. Gostaria de reduzi-las, porque haveria menos chance de uma guerra. Mas declarar uma guerra a 1200 milhões de muçulmanos e dizer a todos os muçulmanos que são iguais, isso é muito perigoso. Sim, existem alguns radicais. Mas eles não vêm aqui para nos matar porque somos livres e prósperos. Será que eles vão para a Suíça e Suécia? Isso é um absurdo". O mesmo comportamento que teve em 2008.
Paul também declarou: "Por que razão temos 900 bases em 130 países e estamos totalmente falidos? Como vocês querem reconstruir nossa área militar, quando não temos dinheiro? Como é que vamos cuidar das pessoas? Acho que esse objetivo selvagem para ter outra guerra em nome da defesa é uma coisa perigosa. O perigo é realmente exagerando. Precisamos de uma defesa nacional forte, e precisamos apenas ir para a guerra com uma declaração de guerra". Mais tarde no debate, Rick Perry recebeu atenção quando ele se chamava de o "Tim Tebow do caucus de Iowa", "quando questionado sobre como ele iria competir contra o presidente Barack Obama em um debate eleitoral".
Mitt Romney recebeu elogios por sua performance no debate, que se concentram em criticar o presidente Obama, ao invés de seus oponentes.

### Semana final

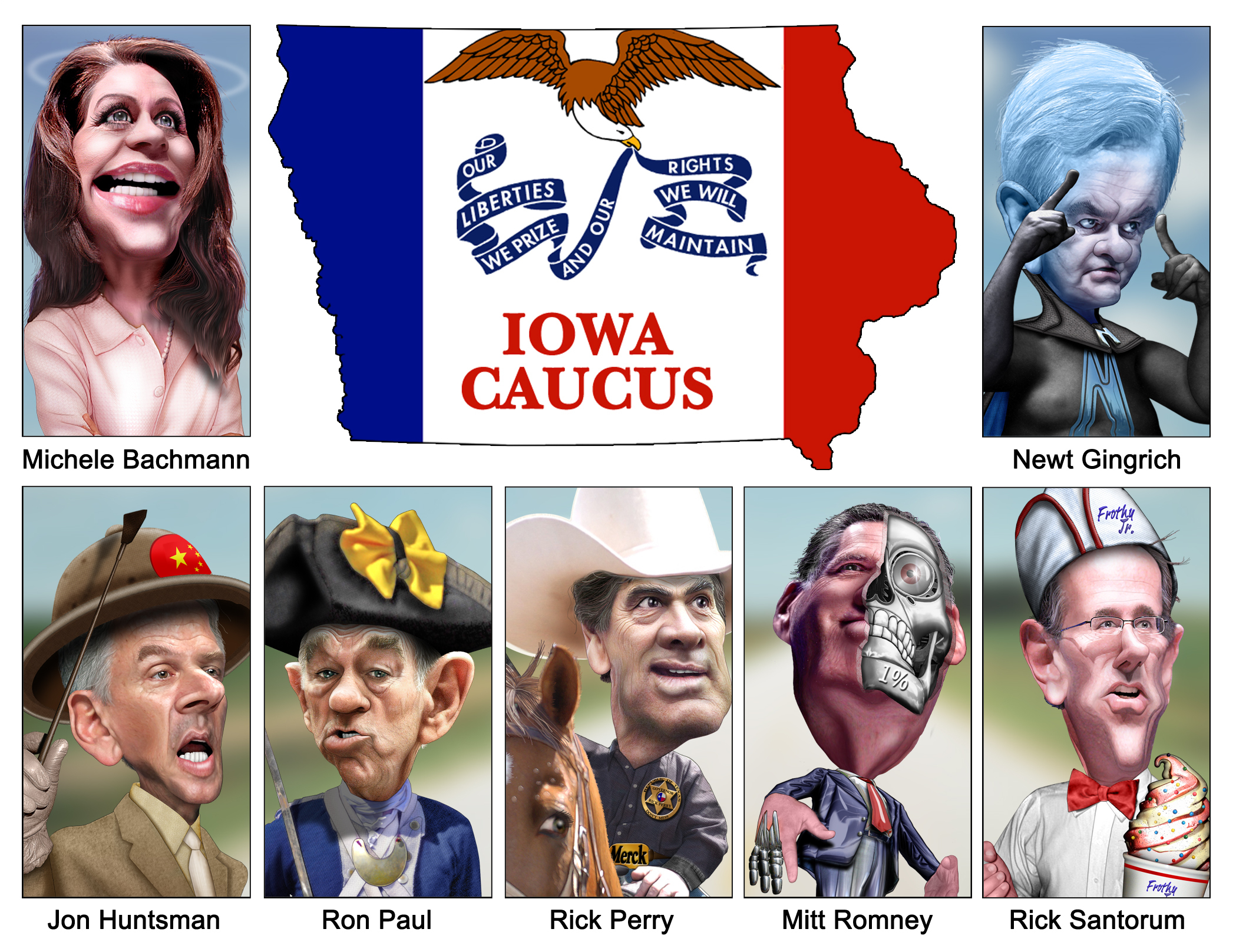
Desenho animado mostrando os candidatos que concorreram em Iowa.

Nas últimas semanas que antecederam a caucus, a maioria dos candidatos gastaram mais tempo no estado, com Michele Bachmann e Rick Perry em uma turnê pelo estado em seus próprios ônibus de campanha. Bachmann visitou todos os 99 condados do estado em 10 dias. Outros candidatos, incluindo Ron Paul, Newt Gingrich e Rick Santorum, também realizaram diversos eventos em todo o estado para se reunir com os eleitores. Mitt Romney também visitou o estado, mas passou a maior parte de dezembro concentrando seus esforços na primária de Nova Hampshire. Jon Huntsman também decidiu concentrar-se na primária de Nova Hampshire, e não fez campanha em Iowa.
Nas últimas semanas antes da votação o apoio dado a Ron Paul começou a subir. O apoio dado a Mitt Romney também ficou estável, e Bachmann, Perry e Santorum ficaram na maioria das pesquisas na segunda posição. Uma pesquisa realizada pela Public Policy Polling entre 16 dedezembro até 18 de dezembro de 2011, mostrou Paul na liderança pela primeira vez, com 23% dos votos. Romney ficou logo atrás com 20%; e Gingrich viu uma queda acentuada, ficando com 14%, em grande parte devido ao aumento de anúncios negativos contra si, feita pela mídia e pelos seus adversários.
Outra pesquisa realizada pela Iowa State University e pelo jornal Cedar Rapids Gazette feita entre 8 e 18 de dezembro de 2011, também teve Paul na liderança com 27,5%, e Gingrich logo atrás em 25,3%. No entanto, outra sondagem realizada pela Rasmussen Reports em 19 de dezembro de 2011, teve Mitt Romney em primeiro lugar com 25%, com Paul logo atrás em 20%, e Gingrich com 16%. A captação de recursos para Paul também aumentou em dezembro, quando sua campanha arrecadou mais de 4 milhões de dólares ao longo de um fim de semana.
Pouco antes da data da convenção partidária, uma campanha não-oficial entre eleitores começou a crescer com o propósito de colocar Sarah Palin na disputa, com anúncios de rádio e televisão em Iowa. Os anúncios diziam que Palin é a única candidata que pode parar o capitalismo de compadrio. Na última semana antes do caucus, Santorum aumentou seu apoio no estado, que subiu para 15%, atrás de Paul com 22% e Romney com 24%.

#### Desempenho inesperado de Santorum
Santorum passou meses em Iowa, viajando pelos 99 condados e participando de 381 reuniões de Câmaras Municipais ao longo da campanha. No entanto, há meses Santorum estava nas últimas posições nas pesquisas e teve dificuldade de arrecadar dinheiro, viajando em todo o estado em uma caminhonete, em vez de ônibus e caravanas usadas por outros candidatos.
 Ele estava na chamada segunda camada dos candidatos, e na pesquisa realizada em 18 de dezembro ele tinha menos de um dígito de percentual. No entanto, o aumento nas pesquisas começou a partir daí, as inúmeras pesquisas o colocaram entre os três principais candidatos, juntamente com Romney e Paul.
De acordo com o Los Angeles Times, Santorum teve grande apoio dos conservadores no estado e outros eleitores indecisos, e levou votos às custas de outros candidatos, como Gingrich, Perry, e Bachmann.

### Gastos
A primária de Iowa foi dominado por um grande volume de publicidade negativa ou ataques pagos pela PAC (Political action committee, em português pode ser traduzido como Comitê de ação política). O total de gastos dessa primária estabeleceu um novo recorde, totalizando mais de 12 milhões de dólares, com uma estimativa de dois terços provenientes do super PAC. Ao contrário das contribuições diretamente aos fundos de candidatos, que têm um limite de contribuição de 2 500 dólares e devem divulgar todos os contribuintes, o super PACs pode levantar quantias ilimitadas de dinheiro e pode receber contribuições anônimas. Cerca de 10 milhões foram gastos em publicidade.
O ex-jornalista David Yepsen, que cobriu nove prévias de Iowa para o Des Moines Register antes de se juntar ao Paul Simon Public Policy Institute na Southern Illinois University Carbondale, disse ao Boston Globe: "É difícil descobrir quem está fazendo o ataque e para que fim, e são duplos ataques a dois ou mais candidatos. Eu nunca vi isso antes. Nós nunca tivemos esse volume [de anúncios negativos] ou essa complexidade".
A campanha de Romney foi de longe a que mais gastou, chegando a 4 milhões de dólares em anúncios de ataques, chamando de "Restore Our Future". O "Restore Our Future" foi uma série de anúncios de televisão com aspecto negativo "sem precedentes" e foi creditado como responsável pela queda abrupta de Gingrich nas pesquisas, passando de favorito para o quarto lugar. Em 27 de dezembro, 2,86 milhões de dólares foram gastos em publicidade televisiva pela campanha de Perry, e 2,85 milhões de dólares foram gastos pela campanha de Romney.
O The New York Times relatou que Romney "efetivamente terceirizou a publicidade negativa a um grupo que levantou milhões de dólares de seus doadores para inundar seus oponentes com ataques"
Em 1 de janeiro, à frente do caucus, Gingrich afirmou que "Romney iria comprar a eleição, se pudesse." Nos últimos dias da campanha e imediatamente após os resultados chegaram, Gingrich expressou raiva contra Romney e a campanha negativa que ele fez.
Um estudo realizado pelo Kantar Media's Campaign Media Analysis Group mostrou que até 30 de dezembro de 2011 cerca de 45% de todos os anúncios de televisão em Iowa foram contra Gingrich, 20% eram propaganda contra Romney, 10% eram anúncios positivos para Romney, 6% foram anúncios positivos para Gingrich, 8% eram propaganda contra Perry, 8% foram propaganda positiva para Perry e 3% foram anúncios pró-Paul. Gingrich foi o único candidato a ter uma desvantagem financeira em termos de dinheiro em caixa e gastos versus a porcentagem dos anúncios: Gingrich estava em -35%, Santorum como +4%, Romney em 10%, Paul 17%, e Perry em 31% (a maior vantagem financeira líquida).
De acordo com dados da BuzzFeed, para cada 1 000 dólares gastos em publicidade entre as campanhas, Santorum recebeu 49 votos, Gingrich recebeu 11 votos, Paul recebeu 10 votos, Romney recebeu 6 votos, e Perry recebeu 2 votos. Para cada voto recebido, a campanha Perry gastou 478,40 dólares em mídia, Romney gastou 154,90 dólares, Paul gastou 103,30 dólares, e Gingrich 89,74 dólares, Santorum gastou 20,50 dólares, e Bachmann gastou 3,95 dólares. Isso torna a média de "preço por voto" em 130 dólares, levando em conta apenas os gastos na mídia.

## Data do caucus
A data do caucus republicano de 2012 foi originalmente programada para começar em 6 de fevereiro de 2012, um mês mais tarde que a data em 2008, que foi realizada em 3 de janeiro. Em 29 de setembro de 2011, a agenda completa da primária foi interrompida, por causa da decisão do Partido Republicano da Flórida que decidiu iniciar sua primária para 31 de janeiro, em uma tentativa de chamar a atenção para a sua própria disputa, e atrair os candidatos presidenciais para visitar o estado.
Por causa do movimento, o Comitê Nacional Republicano decidiu dar a Flórida a metade dos seus delegados. Além disso, como resultado, o Partido Republicano de Iowa, junto com Nova Hampshire, Carolina do Sul e Nevada, em seguida, mudaram a data das primárias para o início de janeiro. Todos concordaram em fazer a primária antes da Florida,  e confirmaram as datas, sendo que Iowa decidiu ter sua primária para 3 de janeiro de 2012, mantendo o título do Primeiro Caucus do País.

## Endossos
Romney teve endosso dos três dos cinco maiores jornais do estado: The Des Moines Register, o Quad City Times, e o Sioux City Journal. Os outros dois principais jornais do estado, o Cedar Rapids Gazette e o Waterloo Cedar Fall Courier, não endossram nenhum candidato.
Outros endossos importantes foram feitas pelos principais políticos do Partido Republicano de Iowa. O governador de Iowa Terry Branstad não endossou nenhum candidato. Da mesma forma, o senador Chuck Grassley optou por não apoiar qualquer candidato. Em 2 de janeiro, o representante dos Estados Unidos Steve King, disse no programa de Simon Conway na OMS Radio que ele não endossaria nenhum candidato antes do caucus.
Em 9 de dezembro, o Secretário de Estado de Iowa Matt Schultz endossou Santorum. Bob Vander (que disputou sem sucesso a nomeação republicana para governador de Iowa em 2010) e Chuck Hurley endossaram Santorum em 20 de dezembro.
O presidente da Câmara dos Representantes de Iowa Kraig Paulsen endossou Gingrich.

## Eleição
O dia eleição foi um "dia de janeiro nos padrões de Iowa", com temperaturas de até 35 graus no centro de Iowa e "rajadas ocasionais de vento", condições climáticas mais favoráveis do que no caucus de 2008, que teve temperaturas de 4 graus.

### Pesquisas de opinião
| Fonte da pesquisa                                                                          | Data                                          | 1º                   | 2º                   | 3º                   | Outros |
| ------------------------------------------------------------------------------------------ | --------------------------------------------- | -------------------- | -------------------- | -------------------- | --- |
| InsiderAdvantage / Majority Opinion Research Entrevistados: 729                            | 1 de janeiro de 2012                          | Mitt Romney 22.7%    | Ron Paul 22.4%       | Rick Santorum 18%    | Newt Gingrich 16.1%, Rick Perry 9.6%, Michele Bachmann 5.8%, Jon Huntsman 1.8%, Outro 1.3%, Sem opinião 2.3%                                          |
| Public Policy Polling Margem de erro: ±2.7% Entrevistados: 1,340                           | 31 de dezembro de 2011 – 1 de janeiro de 2012 | Ron Paul 20%         | Mitt Romney 19%      | Rick Santorum 18%    | Newt Gingrich 14%, Rick Perry 10%, Michele Bachmann 8%, Jon Huntsman 4%, Buddy Roemer 2%, Outro 4%                                                    |
| American Research Group Margem de erro: 4% Entrevistados: 600                              | 29 de dezembro de 2011 – 1 de janeiro de 2012 | Mitt Romney 22%      | Ron Paul 17%         | Rick Santorum 16%    | Newt Gingrich 15%, Rick Perry 9%, Michele Bachmann 8%, Jon Huntsman 4%, Buddy Roemer 1%, Outro 1%, Indecidido 7%                                      |
| Des Moines Register Margem de erro: ±4% Entrevistados: 602                                 | 27–30 de dezembro de 2011                     | Mitt Romney 24%      | Ron Paul 22%         | Rick Santorum 15%    | Newt Gingrich 12%, Rick Perry 11%, Michele Bachmann 7%, Jon Huntsman 2%                                                                               |
| We Ask America Margem de erro: Entrevistados: 889                                          | 29 de dezembro de 2011                        | Mitt Romney 24%      | Rick Santorum 17%    | Ron Paul 14%         | Newt Gingrich 13%, Michele Bachmann 12%, Rick Perry 10%, Jon Huntsman 4%, Indecidido 7%                                                               |
| InsiderAdvantage / Majority Opinion Research Margem de erro: ±4.7% Entrevistados: 429      | 28 de dezembro de 2011                        | Ron Paul 17.3%       | Mitt Romney 17.2%    | Newt Gingrich 16.7%  | Rick Santorum 13.4%, Michele Bachmann 11.8%, Rick Perry 10.5%, Jon Huntsman 2.8%, Outro 3%, Sem opinião 7.3%                                          |
| Rasmussen Margem de erro: ±4% Entrevistados: 750                                           | 28 de dezembro de 2011                        | Mitt Romney 23%      | Ron Paul 22%         | Rick Santorum 16%    | Newt Gingrich 13%, Rick Perry 13%, Michele Bachmann 5%, Jon Huntsman 3%, Outro 1%, Indecidido 6%                                                      |
| NBC News/Marist Margem de erro: ±4.7% Entrevistados: 433                                   | 27–28 de dezembro de 2011                     | Mitt Romney 23%      | Ron Paul 21%         | Rick Santorum 15%    | Rick Perry 14%, Newt Gingrich 13%, Michele Bachmann 6%, Jon Huntsman 2%, Indecidido 7%                                                                |
| American Research Group Margem de erro: ±4% Entrevistados: 600                             | 26–28 de dezembro de 2011                     | Mitt Romney 22%      | Newt Gingrich 17%    | Ron Paul 16%         | Rick Santorum 11%, Rick Perry 9%, Michele Bachmann 8%, Jon Huntsman 6%, Buddy Roemer 1%                                                               |
| Public Policy Polling Margem de erro: ±4.1% Entrevistados: 565                             | 26–27 de dezembro de 2011                     | Ron Paul 24%         | Mitt Romney 20%      | Newt Gingrich 13%    | Michele Bachmann 11%, Rick Perry 10%, Rick Santorum 10%, Jon Huntsman 4%, Buddy Roemer 2%, Outro/Not sure 5%                                          |
| CNN/Time Magazine Margem de erro: ±4.5% Entrevistados: 452                                 | 21–27 de dezembro de 2011                     | Mitt Romney 25%      | Ron Paul 22%         | Rick Santorum 16%    | Newt Gingrich 14%, Rick Perry 11%, Michele Bachmann 9%, Jon Huntsman 1%, Sem opinião 2%                                                               |
| American Research Group Margem de erro: ±4% Entrevistados: 600                             | 19–22 de dezembro de 2011                     | Ron Paul 21%         | Mitt Romney 20%      | Newt Gingrich 19%    | Rick Perry 9%, Michele Bachmann 8%, Jon Huntsman 6%, Rick Santorum 4%, Buddy Roemer 1%                                                                |
| We Ask America Margem de erro: ±2.8% Entrevistados: 1,250                                  | 20 de dezembro de 2011                        | Ron Paul 19%         | Mitt Romney 18%      | Newt Gingrich 16%    | Michele Bachmann 15%, Rick Perry 11%, Rick Santorum 9%, Jon Huntsman 4%, Incerto 8%                                                                   |
| Rasmussen Reports Margem de erro: ±4% Entrevistados: 750                                   | 19 de dezembro de 2011                        | Mitt Romney 25%      | Ron Paul 20%         | Newt Gingrich 17%    | Rick Perry 10%, Rick Santorum 10%, Michele Bachmann 6%, Jon Huntsman 4%, Não sabe 8%, Outro 1%                                                        |
| InsiderAdvantage / Majority Opinion Research Margem de erro: ±5.7% Entrevistados: 391      | 18 de dezembro de 2011                        | Ron Paul 23.9%       | Mitt Romney 18.2%    | Rick Perry 15.5%     | Newt Gingrich 12.9%, Michele Bachmann 10.1%, Jon Huntsman 3.8%, Rick Santorum 2.9%, Outro 0.8%, Sem opinião 11.9%                                     |
| Public Policy Polling Margem de erro: ±4% Entrevistados: 597                               | 16–18 de dezembro de 2011                     | Ron Paul 23%         | Mitt Romney 20%      | Newt Gingrich 14%    | Michele Bachmann 10%, Rick Perry 10%, Rick Santorum 10%, Jon Huntsman 4%, Gary Johnson 2%, Outro/Não sabe 7%                                          |
| Iowa State University / Cedar Rapids Gazette / KCRG Margem de erro: ±5% Entrevistados: 940 | 8–18 de dezembro de 2011                      | Ron Paul 27.5%       | Newt Gingrich 25.3%  | Mitt Romney 17.5%    | Rick Perry 11.2%, Michele Bachmann 7.4%, Rick Santorum 4.9%, Herman Cain 0.4%, Jon Huntsman 0.3%, Indecidido 5.4%                                     |
| Rasmussen Margem de erro: ±4% Entrevistados: 750                                           | 13 de dezembro de 2011                        | Mitt Romney 23%      | Newt Gingrich 20%    | Ron Paul 18%         | Rick Perry 10%, Michele Bachmann 9%, Rick Santorum 6%, Jon Huntsman 5%, Não sabe 8%, Outro 2%                                                         |
| Public Policy Polling Margem de erro: ±4.2% Entrevistados: 555                             | 11–13 de dezembro de 2011                     | Newt Gingrich 22%    | Ron Paul 21%         | Mitt Romney 16%      | Michele Bachmann 11%, Rick Perry 9%, Rick Santorum 8%, Jon Huntsman 5%, Gary Johnson 1%, Outro/Não sabe 7%                                            |
| InsiderAdvantage / Majority Opinion Research Entrevistados: 517                            | 12 de dezembro de 2011                        | Newt Gingrich 27.1%  | Ron Paul 16.5%       | Rick Perry 13.2%     | Mitt Romney 11.9%, Michele Bachmann 10.3%, Rick Santorum 6.8%, Jon Huntsman 3.6%, Outro 1.4%, Sem opinião 9.2%                                        |
| American Research Group Margem de erro: ±4% Entrevistados: 600                             | 8–11 de dezembro de 2011                      | Newt Gingrich 22%    | Ron Paul 17%         | Mitt Romney 17%      | Rick Perry 13%, Michele Bachmann 7%, Rick Santorum 7%, Jon Huntsman 5%, Outro 1%, Indecidido 12%                                                      |
| University of Iowa Hawkeye Margem de erro: ±6% Entrevistados: 277                          | 30 de novembro – 7 de dezembro de 2011        | Newt Gingrich 29.8%  | Mitt Romney 20.3%    | Ron Paul 10.7%       | Michele Bachmann 8.5%, Rick Perry 8.2%, Rick Santorum 5.3%, Herman Cain 4.4%, Jon Huntsman 1.5%, Outro 0.9%, Não sabe/Recusou-se 10.5%                |
| CNN / Time Magazine Margem de erro: ±5% Entrevistados: 419                                 | 29 de novembro – 6 de dezembro de 2011        | Newt Gingrich 33%    | Mitt Romney 20%      | Ron Paul 17%         | Rick Perry 9%, Michele Bachmann 7%, Rick Santorum 5%, Jon Huntsman 1%, None 2%, Sem opinião 5%                                                        |
| CBS News / New York Times Margem de erro: ±4% Entrevistados: 1,869                         | 30 de novembro – 5 de dezembro de 2011        | Newt Gingrich 31%    | Mitt Romney 17%      | Ron Paul 16%         | Rick Perry 11%, Michele Bachmann 9%, Rick Santorum 4%, Jon Huntsman 1%                                                                                |
| CBS News / New York Times Margem de erro: ±4% Entrevistados: 1,869                         | 30 de novembro – 5 de dezembro de 2011        | Newt Gingrich 28%    | Mitt Romney 18%      | Ron Paul 14%         | Rick Perry 10%, Herman Cain 7%, Michele Bachmann 4%, Rick Santorum 4%, Jon Huntsman 1%, Outro 1%, Indecidido 10%, nenhum 1%, Não sabe/Sem resposta 2% |
| Public Policy Polling Margem de erro: ±4.1% Entrevistados: 572                             | 3–5 de dezembro de 2011                       | Newt Gingrich 27%    | Ron Paul 18%         | Mitt Romney 16%      | Michele Bachmann 13%, Rick Perry 9%, Rick Santorum 6%, Jon Huntsman 4%, Gary Johnson 1%, Outro/Não sabe 7%                                            |
| We Ask America Margem de erro: ±3.15% Entrevistados: 970                                   | 5 de dezembro de 2011                         | Newt Gingrich 30%    | Mitt Romney 16%      | Ron Paul 14%         | Michele Bachmann 13%, Rick Perry 7%, Rick Santorum 4%, Jon Huntsman 3%, Outro 1%, Indecidido 6%, Sem resposta 2%, Não sabe/Sem resposta 2%            |
| ABC News / Washington Post Margem de erro: ±6% Entrevistados: 356                          | 30 de novembro – 4 de dezembro de 2011        | Newt Gingrich 33%    | Ron Paul 18%         | Mitt Romney 18%      | Rick Perry 11%, Michele Bachmann 8%, Rick Santorum 7%, Jon Huntsman 2%, None of these 1%, Would not vote 0%, Sem opinião 3%                           |
| The Des Moines Register Margem de erro: ±4.9% Entrevistados: 401                           | 27–30 de novembro de 2011                     | Newt Gingrich 25%    | Ron Paul 18%         | Mitt Romney 16%      | Michele Bachmann 8%, Herman Cain 8%, Rick Perry 6%, Rick Santorum 6%, Jon Huntsman 2%, Uncommitted 11%                                                |
| NBC News/Marist Margem de erro: ±4.8% Entrevistados: 425                                   | 27–29 de novembro de 2011                     | Newt Gingrich 26%    | Mitt Romney 18%      | Ron Paul 17%         | Herman Cain 9%, Rick Perry 9%, Michele Bachmann 5%, Rick Santorum 5%, Jon Huntsman 2%, Indecidido 9%                                                  |
| NBC News/Marist Margem de erro: ±4.8% Entrevistados: 425                                   | 27–29 de novembro de 2011                     | Newt Gingrich 28%    | Ron Paul 19%         | Mitt Romney 19%      | Rick Perry 10%, Michele Bachmann 7%, Rick Santorum 6%, Jon Huntsman 2%, Indecidido 9%                                                                 |
| NBC News/Marist Margem de erro: ±3.2% Entrevistados: 916                                   | 27–29 de novembro de 2011                     | Newt Gingrich 25%    | Mitt Romney 18%      | Ron Paul 16%         | Herman Cain 9%, Rick Perry 9%, Michele Bachmann 5%, Rick Santorum 4%, Jon Huntsman 2%, Indecidido 11%                                                 |
| We Ask America Margem de erro: ±3.16% Entrevistados: 962                                   | 28 de novembro de 2011                        | Newt Gingrich 29%    | Michele Bachmann 13% | Mitt Romney 13%      | Ron Paul 11%, Herman Cain 7%, Rick Perry 5%, Rick Santorum 5%, Jon Huntsman 4%, Incerto 13%                                                           |
| Newsmax / InsiderAdvantage / Majority Opinion Research Margem de erro: Entrevistados: 509  | 28 de novembro de 2011                        | Newt Gingrich 28.1%  | Ron Paul 13.3%       | Mitt Romney 11.5%    | Michele Bachmann 10.1%, Herman Cain 9.8%, Rick Perry 6.6%, Rick Santorum 3.3%, Outro 3.2%, Sem opinião 14.1%                                          |
| American Research Group Margem de erro: ±4% Entrevistados: 600                             | 17–23 de novembro de 2011                     | Newt Gingrich 27%    | Mitt Romney 20%      | Ron Paul 16%         | Michele Bachmann 6%, Herman Cain 6%, Rick Santorum 6%, Rick Perry 5%, Jon Huntsman 3% Indecidido 11%                                                  |
| Rasmussen Reports Margem de erro: ±4% Entrevistados: 800                                   | 16 de novembro de 2011                        | Newt Gingrich 32%    | Mitt Romney 19%      | Herman Cain 13%      | Ron Paul 10%, Michele Bachmann 6%, Rick Perry 6%, Rick Santorum 5%, Jon Huntsman 2%, Outro 1%, Indecidido 6%                                          |
| Iowa State University / Gazette / KCRG Margem de erro: ±5% Entrevistados: 1,256            | 1–13 de novembro de 2011                      | Herman Cain 24.5%    | Ron Paul 20.4%       | Mitt Romney 16.3%    | Rick Perry 7.9%, Michele Bachmann 7.6%, Newt Gingrich 4.8%, Rick Santorum 4.7%, Jon Huntsman 0%, Indecidido 8.1%                                      |
| The Polling Company Margem de erro: ±4.4% Entrevistados: 501                               | 11–13 de novembro de 2011                     | Herman Cain 20%      | Newt Gingrich 19%    | Mitt Romney 14%      | Michele Bachmann 10%, Ron Paul 10%, Rick Perry 5%, Rick Santorum 4%, Jon Huntsman 2%, Gary Johnson 1%, Recusou-se 1%, Indecidido 13%                  |
| Bloomberg News Margem de erro: ±4.4% Entrevistados: 503                                    | 10–12 de novembro de 2011                     | Herman Cain 20%      | Ron Paul 19%         | Mitt Romney 18%      | Newt Gingrich 17%, Rick Perry 7%, Michele Bachmann 5%, Rick Santorum 3%, Jon Huntsman 1%, Não sabe 10%                                                |
| Newsmax / InsiderAdvantage Margem de erro: ±4.6% Entrevistados: 436                        | 8 de novembro de 2011                         | Herman Cain 23.3%    | Mitt Romney 18.7%    | Newt Gingrich 14.5%  | Ron Paul 11.4%, Rick Perry 8.8%, Michele Bachmann 5.4%, Rick Santorum 3.4%, Outro 1.7%, Sem opinião 12.8%                                             |
| We Ask America Margem de erro: ±3.33% Entrevistados: 864                                   | 6 de novembro de 2011                         | Herman Cain 22%      | Newt Gingrich 18%    | Mitt Romney 15%      | Michele Bachmann 11%, Ron Paul 11%, Rick Perry 4%, Rick Santorum 3%, Jon Huntsman 2%, Outro 14%                                                       |
| Newsmax / InsiderAdvantage Margem de erro: ±4.3% Entrevistados: 507                        | 3 de novembro de 2011                         | Herman Cain 30%      | Mitt Romney 15%      | Newt Gingrich 12%    | Ron Paul 9%, Michele Bachmann 8%, Rick Perry 6%, Jon Huntsman 2%, Outro 5%                                                                            |
| JMC Enterprises Margem de erro: ±4.3% Entrevistados: 510                                   | 2 de novembro de 2011                         | Herman Cain 20%      | Mitt Romney 20%      | Newt Gingrich 16%    | Michele Bachmann 6%, Ron Paul 6%, Rick Perry 4%, Rick Santorum 4%, Jon Huntsman 2%, Indecidido 23%                                                    |
| The Des Moines Register Margem de erro: ±4.9% Entrevistados: 400                           | 23–26 de outubro de 2011                      | Herman Cain 23%      | Mitt Romney 21%      | Ron Paul 12%         | Michele Bachmann 8%, Newt Gingrich 7%, Rick Perry 7%, Rick Santorum 5%, Jon Huntsman 1%                                                               |
| CNN/Time Magazine Margem de erro: ±5% Entrevistados: 405                                   | 20–25 de outubro de 2011                      | Mitt Romney 24%      | Herman Cain 21%      | Ron Paul 12%         | Newt Gingrich 10%, Rick Perry 10%, Michele Bachmann 6%, Rick Santorum 2%, Jon Huntsman 1%, None 3%, Sem opinião 11%                                   |
| University of Iowa, Hawkeye Margem de erro: ±3.6% Entrevistados: 778                       | 21 de outubro de 2011                         | Herman Cain 37.0%    | Mitt Romney 27.0%    | Ron Paul 11.5%       | Newt Gingrich 7.7%, Rick Perry 5.9%, Michele Bachmann 3.9%, Rick Santorum 3.1%, Jon Huntsman 1.2%, Outro 2.5%                                         |
| Rasmussen Reports Margem de erro: ±4% Entrevistados: 800                                   | 19 de outubro de 2011                         | Herman Cain 28%      | Mitt Romney 21%      | Ron Paul 10%         | Newt Gingrich 9%, Michele Bachmann 8%, Rick Perry 7%, Rick Santorum 4%, Jon Huntsman 2%, Outro/Não sabe 12%                                           |
| AARP/GS Strategy Group Margem de erro: ±4.9% Entrevistados: 400                            | 17–18 de outubro de 2011                      | Herman Cain 25%      | Mitt Romney 22%      | Ron Paul 8%          | Michele Bachmann 7%, Newt Gingrich 6%, Rick Perry 5%, Rick Santorum 4%, Jon Huntsman 1%, Sem opinião 23%                                              |
| Newsmax / InsiderAdvantage Margem de erro: Entrevistados: 422                              | 16 de outubro de 2011                         | Herman Cain 26.4%    | Mitt Romney 18.1%    | Newt Gingrich 12.1%  | Michele Bachmann 11.0%, Ron Paul 9.6%, Rick Perry 5.8%, Jon Huntsman 0.9%, Outro 3%, Sem opinião 13.1%                                                |
| Public Policy Polling Margem de erro: ±5.6% Entrevistados: 311                             | 7–10 de outubro de 2011                       | Herman Cain 30%      | Mitt Romney 22%      | Ron Paul 10%         | Rick Perry 9%, Michele Bachmann 8%, Newt Gingrich 8%, Rick Santorum 5%, Jon Huntsman 1%, Gary Johnson 1%, Outro/Não sabe 5%                           |
| NBC News-Marist Poll Margem de erro: ±5.1% Entrevistados: 371                              | 3–5 de outubro de 2011                        | Mitt Romney 26%      | Herman Cain 20%      | Ron Paul 12%         | Michele Bachmann 11%, Rick Perry 11%, Newt Gingrich 5%, Rick Santorum 3%, Jon Huntsman 1%, Gary Johnson 1%, Indecidido 16%                            |
| American Research Group Margem de erro: ±4% Entrevistados: 600                             | 22–27 de setembro de 2011                     | Mitt Romney 21%      | Michele Bachmann 15% | Rick Perry 14%       | Ron Paul 12%, Newt Gingrich 8%, Herman Cain 6%, Sarah Palin 4%, Rick Santorum 2%, Jon Huntsman 1%, Buddy Roemer 1%, Outro 1%, Indecidido 15%          |
| Rasmussen Reports Margem de erro: ±3% Entrevistados: 862                                   | 31 de agosto de 2011                          | Rick Perry 29%       | Michele Bachmann 18% | Mitt Romney 17%      | Ron Paul 14%, Herman Cain 4%, Rick Santorum 4%, Jon Huntsman 3%, Newt Gingrich 2%                                                                     |
| Magellan Strategies Margem de erro: ±3.77% Entrevistados: 676                              | 22–23 de agosto de 2011                       | Rick Perry 24%       | Michele Bachmann 22% | Mitt Romney 19%      | Ron Paul 9%, Herman Cain 6%, Newt Gingrich 4%, Rick Santorum 4%, Jon Huntsman 1%, Outro 3%, Indecidido 8%                                             |
| WPA Research Margem de erro: ±4.9% Entrevistados: 402                                      | 21–22 de agosto de 2011                       | Rick Perry 23%       | Michele Bachmann 20% | Mitt Romney 16%      | Ron Paul 9%, Herman Cain 8%, Rick Santorum 7%, Newt Gingrich 3%, Jon Huntsman 2%, Thaddeus McCotter 0%                                                |
| Public Policy Polling Margem de erro: ±5.5% Entrevistados: 317                             | 19–21 de agosto de 2011                       | Rick Perry 21%       | Mitt Romney 18%      | Michele Bachmann 15% | Ron Paul 12%, Sarah Palin 10%, Newt Gingrich 7%, Herman Cain 6%, Rick Santorum 5%, Jon Huntsman 3%, Outro/Não sabe 4%                                 |
| Public Policy Polling Margem de erro: ±5.5% Entrevistados: 317                             | 19–21 de agosto de 2011                       | Rick Perry 20%       | Michele Bachmann 18% | Mitt Romney 15%      | Ron Paul 14%, Paul Ryan 9%, Herman Cain 7%, Newt Gingrich 7%, Rick Santorum 5%, Jon Huntsman 3%, Outro/Não sabe 5%                                    |
| Public Policy Polling Margem de erro: ±5.5% Entrevistados: 317                             | 19–21 de agosto de 2011                       | Rick Perry 22%       | Mitt Romney 19%      | Michele Bachmann 18% | Ron Paul 16%, Herman Cain 7%, Newt Gingrich 5%, Rick Santorum 5%, Jon Huntsman 3%, Outro/Não sabe 5%                                                  |
| Public Policy Polling Margem de erro: ±5.5% Entrevistados: 317                             | 19–21 de agosto de 2011                       | Rick Perry 34%       | Mitt Romney 28%      | Michele Bachmann 24% | Não sabe 14% |
| Public Policy Polling Margem de erro: ±5.5% Entrevistados: 317                             | 19–21 de agosto de 2011                       | Michele Bachmann 44% | Mitt Romney 42%      | –                    | Não sabe 14% |
| Public Policy Polling Margem de erro: ±5.5% Entrevistados: 317                             | 19–21 de agosto de 2011                       | Rick Perry 48%       | Mitt Romney 30%      | –                    | Não sabe 22% |
| Public Policy Polling Margem de erro: ±5.5% Entrevistados: 317                             | 19–21 de agosto de 2011                       | Rick Perry 51%       | Michele Bachmann 27% | –                    | Não sabe 20% |
| We Ask America Polls Margem de erro: ±3% Entrevistados: 649                                | 16 de agosto de 2011                          | Rick Perry 29%       | Michele Bachmann 17% | Mitt Romney 15%      | Ron Paul 8%, Sarah Palin 7%, Herman Cain 5%, Newt Gingrich 5%, Rick Santorum 4%, None of these 9%                                                     |
| Rasmussen Margem de erro: ±4% Entrevistados: 627                                           | 4 de agosto de 2011                           | Michele Bachmann 22% | Mitt Romney 21%      | Ron Paul 16%         | Rick Perry 12%, Tim Pawlenty 11%, Newt Gingrich 5%, Herman Cain 4%, Jon Huntsman 2%, Outro 7%                                                         |
| Magellan Margem de erro: ±3.1% Entrevistados: 1,024                                        | 10–11 de julho de 2011                        | Michele Bachmann 29% | Mitt Romney 16%      | Herman Cain 8%       | Tim Pawlenty 8%, Newt Gingrich 5%, Ron Paul 5%, Rick Santorum 3%, Outro 2%, Indecidido 24%                                                            |
| American Research Group Margem de erro: ±4% Entrevistados: 600                             | 5–11 de julho de 2011                         | Michele Bachmann 21% | Mitt Romney 18%      | Ron Paul 14%         | Sarah Palin 11%, Newt Gingrich 8%, Rick Santorum 5%, Jon Huntsman 3%, Herman Cain 2%, Rudy Giuliani 2%, Tim Pawlenty 2%, Rick Perry 2%, Outro 2%      |
| Mason-Dixon Polling Margem de erro: ±3.9% Entrevistados: 629                               | 5–7 de julho de 2011                          | Michele Bachmann 32% | Mitt Romney 29%      | Tim Pawlenty 7%      | Rick Santorum 6%, Ron Paul 3%, Newt Gingrich 2%, Herman Cain 1%                                                                                       |
| The Iowa Republican Margem de erro: ±4.4% Entrevistados: 500                               | 26–30 de junho de 2011                        | Michele Bachmann 25% | Mitt Romney 21%      | Herman Cain 9%       | Tim Pawlenty 9%, Ron Paul 6%, Newt Gingrich 4%, Rick Santorum 2%, Jon Huntsman 1%                                                                     |
| Des Moines Register Margem de erro: ±4.9% Entrevistados: 400                               | 19–22 de junho de 2011                        | Mitt Romney 23%      | Michele Bachmann 22% | Herman Cain 10%      | Newt Gingrich 7%, Ron Paul 7%, Tim Pawlenty 6%, Rick Santorum 4%, Jon Huntsman 2%                                                                     |
| Public Policy Polling Margem de erro: ±4.5% Entrevistados: 481                             | 27–30 de maio de 2011                         | Mitt Romney 21%      | Herman Cain 15%      | Sarah Palin 15%      | Newt Gingrich 12%, Michele Bachmann 11%, Tim Pawlenty 10%, Ron Paul 8%, Jon Huntsman 0%                                                               |
| Public Policy Polling Margem de erro: ±4.8% Entrevistados: 419                             | 15–17 de abril de 2011                        | Mike Huckabee 27%    | Mitt Romney 16%      | Donald Trump 14%     | Newt Gingrich 9%, Sarah Palin 8%, Michele Bachmann 6%, Ron Paul 6%, Tim Pawlenty 5%, Outro/Indecidido 9%                                              |
| Public Policy Polling Margem de erro: ±4.8% Entrevistados: 419                             | 15–17 de abril de 2011                        | Mike Huckabee 30%    | Mitt Romney 18%      | Newt Gingrich 12%    | Sarah Palin 12%, Tim Pawlenty 7%, Michele Bachmann 6%, Ron Paul 6%, Outro/Indecidido 10%                                                              |
| Public Policy Polling Margem de erro: ±4.8% Entrevistados: 419                             | 15–17 de abril de 2011                        | Mitt Romney 25%      | Newt Gingrich 15%    | Sarah Palin 15%      | Ron Paul 15%, Michele Bachmann 10%, Tim Pawlenty 9%, Outro/Indecidido 11%                                                                             |
| Public Policy Polling Margem de erro: ±4.8% Entrevistados: 419                             | 15–17 de abril de 2011                        | Mike Huckabee 33%    | Mitt Romney 20%      | Newt Gingrich 13%    | Michele Bachmann 10%, Ron Paul 9%, Tim Pawlenty 5%, Outro/Indecidido 10%                                                                              |
| Public Policy Polling Margem de erro: ±4.8% Entrevistados: 419                             | 15–17 de abril de 2011                        | Mitt Romney 28%      | Newt Gingrich 19%    | Ron Paul 16%         | Michele Bachmann 15%, Tim Pawlenty 9%, Outro/Indecidido 12%                                                                                           |
| Strategic National Margem de erro: ±4.8% Entrevistados: 410                                | 18 de janeiro de 2011                         | Mike Huckabee 28%    | Mitt Romney 19%      | Newt Gingrich 12%    | Sarah Palin 12%, Michele Bachmann 4%, Tim Pawlenty 4%, John Thune 2%, Rick Santorum 1%, Haley Barbour 0%, Indecidido 18%                              |
| Public Policy Polling Margem de erro: ±4.4% Entrevistados: 494                             | 7–9 de janeiro de 2011                        | Mike Huckabee 30%    | Mitt Romney 18%      | Sarah Palin 15%      | Newt Gingrich 13%, Ron Paul 6%, Tim Pawlenty 4%, John Thune 3%, Mitch Daniels 1%, Indecidido 10%                                                      |
| Neighborhood Research                                                                      | 3–8 de janeiro de 2011                        | Mike Huckabee 24%    | Mitt Romney 19%      | Sarah Palin 11%      | Newt Gingrich 8%, Tim Pawlenty 4%, Ron Paul 3%, Michele Bachmann 2%, Haley Barbour 1%, Mike Pence 1%                                                  |
| Voter Consumer Research Margem de erro: ±4.91% Entrevistados: 399                          | 25–28 de julho 2010                           | Mike Huckabee 22%    | Mitt Romney 18%      | Newt Gingrich 14%    | Sarah Palin 11%, Ron Paul 5%, Tim Pawlenty 1%, Rick Santorum >1%, John Thune 1%, Haley Barbour 0%, Rick Perry 0%, Indecidido 23%                      |
| Public Policy Polling Margem de erro: ±4.5% Entrevistados: 477                             | 25–27 de maio de 2010                         | Mike Huckabee 27%    | Sarah Palin 17%      | Newt Gingrich 16%    | Mitt Romney 15%, Ron Paul 7%, Jim DeMint 2%, John Thune 2%, Outro 3%, Indecidido 11%                                                                  |
| Race42012.com / Right Way Marketing Margem de erro: ±5.66% Entrevistados: 300              | 4 de março de 2010                            | Mike Huckabee 17%    | Mitt Romney 14%      | Sarah Palin 11%      | Tim Pawlenty 1%, Gary Johnson <1%, Indecidido 57% |

### Última pesquisa
Uma pesquisa foi realizado pela Research Edison para a Associated Press e redes de televisão, com 1 787 entrevistados, com 4% de margem de erro tanto para cima quanto para baixo. Ron Paul tinha 24% dos votos dos homens e Rick Santorum tinha 27% dos votos das mulheres.

### Resultados oficiais

Resultados de Iowa por condados:
Rick Santorum (64)
Ron Paul (16)
Mitt Romney (16)
Rick Perry (2)
Empate entre Paul/Santorum (1)